# Ragnar Lübeck
Oskar Ragnar Lübeck, född den 20 november 1881 i Stockholm, död den 20 december 1951 i Uppsala, var en svensk jägmästare. Han var bror till Sven  och Thor Lübeck.
Lübeck avlade studentexamen 1900 och examen från Skogsinstitutet 1904. Han blev extra jägmästare och assistent i Jörns revir 1905, biträdande länsjägmästare i Älvsborgs län 1907 och länsjägmästare i Uppsala län 1909. Lübeck var extra lärare i skogshushållning vid Ultuna lantbruksinstitut 1916–1932 och blev efter sin pensionering 1946 speciallärare i skogsskötsel vid Lantbrukshögskolan. Han var ordförande i ett stort antal föreningar och andra sammanslutningar. Lübeck blev riddare av Vasaorden 1927 och av Nordstjärneorden 1941. Han vilar på Uppsala gamla kyrkogård.